# Anquela del Pedregal
Anquela del Pedregal ist ein Ort und eine Gemeinde (municipio) mit 29 Einwohnern (Stand: 2024) im Osten der Provinz Guadalajara in der Autonomen Gemeinschaft Kastilien-La Mancha in Zentralspanien. 

## Lage und Klima
Anquela del Pedregal liegt im Iberischen Gebirge im Osten der Provinz Guadalajara in einer Höhe von 1295 m. Die Entfernung zur westsüdwestlich gelegenen Provinzhauptstadt Guadalajara beträgt ca. 105 Kilometer (Fahrtstrecke). Das Klima ist warm und gemäßigt; der Jahresgesamtniederschlag beträgt 585 mm.

## Bevölkerungsentwicklung
| Jahr      | 1960 | 1970 | 1981 | 1991 | 2001 | 2011 | 2021 |
| Einwohner | 216  | 92   | 41   | 21   | 22   | 24   | 25   |

## Sehenswürdigkeiten
- Kirche Mariä Himmelfahrt